# William Lewis Douglas

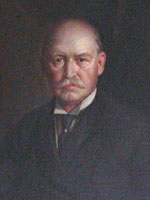
William Lewis Douglas

William Lewis Douglas (* 22. August 1845 in Plymouth, Massachusetts; † 17. September 1924 in Brockton, Massachusetts) war ein US-amerikanischer Unternehmer und Politiker. Von Januar 1905 bis Januar 1906 amtierte er als Gouverneur des Bundesstaates Massachusetts. Douglas war Mitglied der Demokratischen Partei.

## Frühe Jahre und politischer Aufstieg
William Douglas besuchte die öffentlichen Schulen seiner Heimat. Danach begann er bei seinem Onkel eine Lehre im Schuhmacherhandwerk. Im Jahr 1876 gründete er in dieser Branche seine eigene Firma, die W.L. Douglas Shoe Company, die im Lauf der Zeit 70 Filialen bundesweit unterhielt. Douglas nahm auch kurz am Bürgerkrieg teil, musste aber nach einer Verwundung den Militärdienst wieder aufgeben.
Zwischen 1884 und 1885 war Douglas Abgeordneter im Repräsentantenhaus von Massachusetts, 1887 war er Mitglied des Staatssenats. Im Jahr 1890 wurde er Bürgermeister der Stadt Brockton, in der auch seine Firma ihren Hauptsitz hatte. In den Jahren 1884, 1892, 1896 und 1904 war er Delegierter auf den jeweiligen Bundesparteitagen der Demokraten.

## Gouverneur von Massachusetts
Am 8. November 1904 wurde William Douglas mit 52:44 Prozent der Stimmen gegen den republikanischen Amtsinhaber John L. Bates zum Gouverneur seines Staates gewählt. Zwischen dem 5. Januar 1905 und dem 4. Januar 1906 konnte er eine Amtszeit in dieser Funktion absolvieren. In dieser Zeit wurde gegen heftigen Widerstand eine Leprastation aufgebaut.
Nach dem Ende seiner Gouverneurszeit zog sich Douglas aus der Politik zurück und widmete sich wieder seinen privaten Geschäften. Er verstarb im September 1924. Er war zweimal verheiratet und hatte insgesamt drei Kinder.